# (500480) 2012 TL244
(500480) 2012 TL244 es un asteroide perteneciente al cinturón de asteroides, descubierto el 8 de octubre de 2012 por el equipo del Pan-STARRS desde el Observatorio de Haleakala, Hawái, Estados Unidos.

## Designación y nombre
Designado provisionalmente como 2012 TL244.

## Características orbitales
2012 TL244 está situado a una distancia media del Sol de 3,081 ua, pudiendo alejarse hasta 3,807 ua y acercarse hasta 2,355 ua. Su excentricidad es 0,235 y la inclinación orbital 10,10 grados. Emplea 1975,81 días en completar una órbita alrededor del Sol.

## Características físicas
La magnitud absoluta de 2012 TL244 es 16,2. 